# Marvel Mystery Comics
 (décembre 2024).
Si vous disposez d'ouvrages ou d'articles de référence ou si vous connaissez des sites web de qualité traitant du thème abordé ici, merci de compléter l'article en donnant les références utiles à sa vérifiabilité et en les liant à la section « Notes et références ».
Marvel Mystery Comics est la première publication de l'éditeur Timely Comics qui deviendra Marvel Comics dans les années 1960. Le premier numéro est intitulé Marvel Comics mais le périodique est renommé Marvel Mystery Comics dès le second numéro. Marvel Mystery Comics est paru de 1939 à 1957, essentiellement pendant l'âge d'or des comics.

## Publication
Le premier numéro intitulé Marvel Comics est édité avec la date d'octobre 1939 en couverture. Il contient plusieurs histoires de super-héros dont Human Torch de Carl Burgos, Angel (Thomas Holloway) (en) de Paul Gustavson ou Namor de Bill Everett. La couverture est réalisée par Frank R. Paul qui est un illustrateur de magazines, notamment de pulps publiés par Martin Goodman. Au second numéro le magazine prend le nom de Marvel Mystery Comics, qu'il conserve jusqu'à la fin de sa publication.
Marvel Comics se définit comme une anthologie qui présente les premiers héros de l'univers Marvel, tels que la torche humaine, Namor le prince des mers, Angel (Thomas Halloway), le héros de western le Voleur masqué, et une adaptation en bande dessinée par Ben Thompson du clone de Tarzan nommé Ka-Zar. Chaque numéro comporte également une histoire textuelle et, dans les premiers numéros, diverses histoires uniques sur des explorateurs et des aventuriers tels que Ken Masters, American Ace et d'autres.
Au début des années 1940, les principales séries sont la Torche, Namor, Ka-Zar et Angel. Angel a eu la plus longue série de tous les personnages du magazine, apparaissant dans chaque numéro jusqu'à ce qu'il soit retiré du titre après Marvel Mystery Comics #79. Ka-Zar est resté un personnage régulier de la série jusqu'au numéro 27, tandis que le Voleur masqué a été supprimé après le numéro 12. Les autres personnages populaires ont été maintenus jusqu'à la fin de la série en 1949. Le numéro 4 a vu l'introduction du robot Electro qui est demeuré un élément régulier du titre jusqu'au numéro 19. Le détective privé Ferret est également apparu dans le numéro 4, et a été publié jusqu'au numéro 9. 
En 1941, les évènements de la Seconde Guerre mondiale commencent à fortement influencer les bandes dessinées. De nombreux personnages de Marvel Mystery Comics commencent à combattre des espions nazis. Ce type d'histoire est récurrent jusqu'en 1946.
Le numéro 9 comporte également le premier des nombreux affrontements entre la torche humaine et Namor. C'était également la première fois dans le magazine qu'une histoire se poursuivait d'un numéro au suivant, ce premier combat durant jusqu'à Marvel Mystery Comics #11. Les histoires qui couvraient plusieurs problèmes étaient rares pendant la diffusion du magazine, l'histoire la plus longue étant celle consacrée à Ka-Zar. Après la fin de cette série, ce type d'histoires a pratiquement disparu, pour n'y revenir qu'en 1946 dans Marvel Mystery Comics #49. Le numéro 11 voit l'introduction du jeune détective Terry Vance qui devient un élément régulier de la publication jusqu'au numéro 57. Le personnage de la Vision, créée par Jack Kirby, fait sa toute première apparition dans le numéro, juste avant que Kirby ne quitte Timely pour aller travailler pour DC Comics. La Vision continue à apparaître dans le titre jusqu'au numéro 48. Le numéro 18 de Marvel Mystery Comics voit l'ajout du jeune partenaire de la Torche humaine, Toro. Dans le numéro 21 arrive un autre héros de l'âge d'or, Patriot, qui devient également un héros récurrent du magazine, où il apparaît jusqu'au numéro 71. Captain America est également parfois présent dans les histoires du magazine. Cependant, selon des réinterprétations ultérieures de l'histoire de ce héros (retcon), le Patriot avait repris le rôle de Captain America à la fin des années 1940. Ainsi, toutes les apparitions de Captain America dans Marvel Mystery Comics après cette période ont été attribuées à Jeff Mace, l’alter ego du Patriot. Les méchants récurrents étaient une rareté dans ce titre, à l'exception des ennemis des forces de l'Axe de la seconde guerre mondiale, et des personnages secondaires Betty Dean, Luther Robinson et Lynn Harris qui s'opposent régulièrement aux plans de conquête de Namor. Le Perroquet, ennemi de la Torche humaine, introduit dans Marvel Mystery Comics #24, est tué deux numéros plus tard dans Marvel Mystery Comics #26. Le Python, un contorsionniste nazi, apparaît dans Sub-Mariner Comics #2 ; il a semblé mourir dans Marvel Mystery Comics #25 mais est revenu pour menacer la Torche et Namor dans Human Torch #8.
Avec le départ de Ka-Zar après le numéro 27, le magazine présente les aventures de Jimmy Jupiter, un jeune garçon ordinaire mais doté d'une grande imagination, capable de voyager dans une autre dimension, celle du monde imaginaire appelé Land of Nowhere. Il a figuré dans le titre jusqu'à sa suppression progressive après le numéro 48.
L'attaque de Pearl Harbor a été mentionnée pour la première fois dans Marvel Mystery Comics #31, inaugurant une série d'histoires où de nombreux personnages du titre (le plus souvent la Torche et Namor) combattaient l'empire du Japon. Beaucoup de ces premières histoires comportaient des représentations racistes de personnages japonais, même si Namor se moquait parfois de ces stéréotypes anti-japonais. Le choc, la douleur et la colère américains face aux attaques ont été clairement communiqués à travers ces premiers récits, les héros tuant souvent leurs adversaires japonais sans pitié. Le traitement des personnages japonais dans ces histoires était particulièrement brutal par rapport aux affrontements avec les Nazis.
Avec le déclenchement de la Seconde Guerre mondiale puis l'entrée en guerre des États-Unis, les auteurs Bill Everett et Carl Burgos sont partis au service militaire, laissant leurs personnages le Prince des mers et la torche humaine entre les mains d'autres créateurs à partir de Marvel Mystery Comics #31 et Marvel Mystery Comics #33. La torche humaine évolue peu avec ses nouveaux auteurs, si ce n'est que ses origines androïdes sont le plus souvent oubliées. Namor au contraire subit des changements drastiques dans son apparence (le tristement célèbre style de tête triangulaire, qu'il conserve jusqu'à la fin des années 1940) et avec l'abandon de l'ensemble des personnages atlantes. Namor passe la majeure partie des années 1940 à aider les habitants de la surface, contre lesquels il ne montre plus aucune rancune. Everett et Burgos, une fois revenus à la fin de la guerre, reprennent leur travail chez timely, et ramènent leurs personnages à leurs « fondamentaux ». Everett reprend Namor à partir de Marvel Mystery Comics #84, et Burgos la Torche humain dans le numéro 88.
Le titre est resté pratiquement inchangé du numéro 33 au numéro 49, à l'exception d'un bref départ du Patriot entre les numéros 44 et 48. Après la fin des séries de Vision (Aarkus) et de Jimmy Jupiter, Miss America fait ses débuts dans le numéro 49. Il s'agit de la première super-héroine récurrente du magazine. Elle demeure un incontournable du titre jusqu'au numéro 85. Sa première apparition était également la première fois qu'il y avait une histoire en deux parties dans le magazine depuis le numéro 27. Dans le numéro 50 de Marvel Mystery Comics, une tentative est faite de transformer le personnage secondaire de la série Patriot Mary Morgan, en acolyte du héros. Présentée comme « Miss Patriot » dans la page d'ouverture, elle est repérée par un espion nazi dans l'histoire. Cette intrigue est cependant abandonnée dans le numéro suivant et ce personnage de Miss Patriot ne réapparaît que plusieurs décennies plus tard. Le magazine ne connait plus de changements importants jusqu'en 1946, le fait remarquable étant l'arrivée de l'artiste Carmine Infantino qui commence à dessiner la Torche humaine à partir de Marvel Mystery Comics #65, tâche qu'il assure jusqu'au au numéro 79. Avec la fin de la guerre en 1945, les histoires comportant des nazis ou des agents impériaux japonais en tant qu'ennemis disparaissent rapidement, à l'exception de flashback occasionnels jusqu'à l'été 1946. Les personnages combattent alors le plus souvent des gangsters et autres criminels « normaux  » plutôt que des ennemis costumés ou motorisés.
Les Young Allies deviennent une série régulière du titre à partir du numéro 75, remplaçant le Patriot jusqu'au numéro 83. Le numéro 76 voit également le retour d'histoires sérialisées, avec le début d'une épopée d'espionnage de Miss America qui dure jusqu'au numéro 85. Captain America revient dans le magazine à partir de Marvel Mystery Comics #80. Dans le numéro 82 apparaît pour la première fois le personnage de Namora, la cousine de Namor, qui revient à partir de ce même numéro à ses origines atlantes. L'héroïne Blonde Phantom (en) arrive dans le magazine au numéro 84, prenant la place de Miss America qui disparait progressivement à partir du numéro 85. Marvel Mystery Comics #86 introduit la longue série policière Let's Play Detective (publiée jusqu'ici principalement dans Captain America Comics). Ce numéro est également marqué par la dernière apparition de Bucky dans Marvel Mystery Comics, Bucky ayant été remplacé en tant que partenaire de Captain America par l'héroïne Golden Girl à partir de Captain America Comics #66. De même, Toro fait sa dernière apparition en tant que partenaire de la Torche dans Marvel Mystery Comics #87, ayant été remplacé par Sun Girl (en) dans Human Torch #32. Cette dernière héroïne obtient également sa propre série solo régulière dans le magazine à partir du numéro, mais se voit remplacée par Vénus à partir du numéro 91.
À la fin des années 1940, Marvel Mystery Comics change profondément. Dans le numéro 92, Carl Burgos revient à la Torche humaine pour raconter l'origine du personnage. Le numéro comporte également une brève histoire mettant en vedette The Witness et une histoire de Captain America ; le magazine ne présente ainsi plus que trois histoires. Il est ensuite renommé Marvel Tales tout en conservant la numérotation de Marvel Mystery Comics. Ce changement de nom coincide pratiquement avec un changement de ligne éditoriale en proposant des histoires d'horreur. 
La publication s'arrête en août 1957 au numéro 159.